# 迭戈·阿隆索
迭戈·阿隆索（西班牙語：Diego Alonso，1975年4月16日—），是一名退役乌拉圭职业足球运动员，司职前锋，曾经效力于上海申花。曾經為烏拉圭國家足球隊主教練。

## 外部連結
- Diego Alonso的Instagram帳戶
- Diego Alonso的X（前Twitter）